# Serra Azul
Serra Azul là một đô thị ở bang São Paulo của Brasil. Đô thị này nằm ở vĩ độ 21º18'39" độ vĩ nam và kinh độ 47º33'56" độ vĩ tây, trên khu vực có độ cao 610 m. Dân số năm 2004 ước tính là 8.100 người. 
Đô thị này có diện tích 282,846 km².

## Địa lý

### Sông ngòi
- Rio Pardo

### Các xa lộ
- SP-271
- SP-333